# Caesetius globicoxis
Caesetius globicoxis is een spinnensoort uit de familie van de mierenjagers (Zodariidae).
De wetenschappelijke naam van de soort werd in 1942 als Cydrelichus globicoxis gepubliceerd door Reginald Frederick Lawrence.